# 伊曼紐爾·圖阿博伊
埃曼紐爾·圖阿博伊（英語：Stanislas Moussa-Kembe）是中非共和國外交官。圖阿博伊於2001年2月被安热-费利克斯·帕塔塞總統任命為駐美國大使。帕塔塞被叛軍領導人弗朗索瓦·博齊澤推翻後，圖阿博伊繼續在美國任職。他在2009年被斯坦尼斯拉·穆薩·肯貝接任。